# John Henry Constantine Whitehead

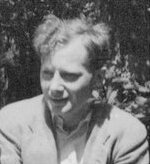
Henry Whitehead (ongeveer 30 jaar oud)

John Henry Constantine Whitehead (ook Henry Whitehead) (Chennai 11 november 1904 – Princeton 8 mei 1960), was een Brits wiskundige. Hij was een van de grondleggers van de homotopietheorie. 